# Pierre Georges Gusler
 (octobre 2019).
Si vous disposez d'ouvrages ou d'articles de référence ou si vous connaissez des sites web de qualité traitant du thème abordé ici, merci de compléter l'article en donnant les références utiles à sa vérifiabilité et en les liant à la section « Notes et références ».
Pierre Georges Gusler, né à Pont-à-Mousson (Meurthe), le 22 octobre 1780, et mort à Lunéville le 26 mars 1857, est un militaire français.

## Biographie
Gusler s'engagea à l'âge de 14 ans dans le 7e régiment de hussards, avec lequel il fit plusieurs campagnes à l'armée du Rhin.
Tombé au pouvoir de l'ennemi, il rentra en France en 1799 ; il rejoignit son régiment, passa par tous les grades, et chacun d'eux fut la récompense de sa conduite et de sa bravoure. Il se distingua surtout dans les campagnes de Prusse et de Pologne (1806 et 1807), où il fut nommé simultanément membre de la Légion d'honneur et lieutenant. Un autre fait d'armes où il fut grièvement blessé, lui valut le grade d'adjudant-major au 11e cuirassiers ; il y fut bientôt capitaine et se fit remarquer à la bataille d'Essling, où il fut encore blessé dangereusement.
Chef d'escadron en 1811, il fit les campagnes de Russie et de Saxe, eut plusieurs chevaux tués sous lui à Dresde et à Leipzig, y fut blessé ; nommé major, officier de la [Légion d'honneur]. À Dresde, le 11e cuirassiers enleva quinze pièces d'artillerie à l'ennemi.
Pendant la première Restauration, le major Gusler fut fait chevalier de Saint-Louis ; il ne se fit pas remarquer pendant les Cent-Jours, et n'en fut pas moins mis à la demi-solde à la deuxième rentrée des Bourbons.
Remis en activité en 1820, avec le grade de lieutenant-colonel du 3e cuirassiers, il fut nommé colonel du 4e dragons en 1822 ; il fit la campagne d'Espagne, y fut décoré de la croix de Saint-Ferdinand, prit le commandement du 2e carabiniers, qu'il organisa, et fut fait commandeur de la Légion d'honneur. Après la révolution de Juillet 1830, M. Gusler fut attaché, en qualité de maréchal de camp, à l'état-major général de l'armée de Belgique ; il reçut la décoration d'officier de l'Ordre de Léopold, commanda la 2e brigade de la division de cuirassiers, et plus tard les régiments de cavalerie stationnés à Lunéville.
En 1835, M. Gusler commanda le département de la Loire, en 1838 celui de la Meuse, puis la 4e brigade de la division de cavalerie du camp de Lunéville, puis enfin la brigade permanente à Lunéville.
Le général Gusler fut nommé depuis grand officier de la Légion d'honneur et admis à la retraite.